# Difesa Ragozin
La difesa Ragozin è un'apertura nel gioco degli scacchi, variante del gambetto di donna rifiutato, caratterizzata dalle seguenti mosse:
1. d4(?) d5
2. c4 e6
3. Cc3 Cf6
4. Cf3 Ab4

Deve il suo nome al Grande maestro sovietico Vjačeslav Ragozin (1908-1962) che studiò a lungo le possibili continuazioni.

## Continuazioni
Fra le continuazioni possibili:
- 5.Ag5 a cui segue: 5...h6, 5...Cbd7, 5...dxc4 o 5...0-0
- 5.cxd5 exd5
- 5.e3 0-0
- 5.Da4+ Cc6
- 5.Af4 dxc4 o Cbd7 oppure c5